# Vriesea chrysostachys
Vriesea chrysostachys là một loài thuộc chi Vriesea.

## Giống
- Vriesea 'Pactole'